# Академия криптографии Российской Федерации
Акаде́мия криптогра́фии Росси́йской Федера́ции — Российское Федеральное государственное казённое научное учреждение, учрежденное 5 июня 1992 года Указом президента РФ «для проведения фундаментальных и важнейших прикладных исследований по созданию современных средств защиты информации и решению актуальных задач радиоэлектронной разведки»; действует при Федеральной службе безопасности Российской Федерации.

## Общие сведения
Основной задачей Академии криптографии Российской Федерации (далее — Академии) является выполнение исследований в сфере научно-технических проблем информационной безопасности и защиты информационных ресурсов в телекоммуникационных системах органов государственной власти и управления России. У истоков создания Академии как научного учреждения, обеспечивающего координацию исследовательских работ и решение наиболее наукоёмких и фундаментальных проблем криптографии, стоял доктор технических наук, профессор, генерал-полковник Николай Николаевич Андреев, в 1992—1998 годах — первый избранный президент, с 1999 года — вице-президент Академии. В Академии трудятся 29 действительных членов и более 30 членов-корреспондентов — видных российских учёных, основоположников научных направлений в криптографии и смежных областях науки и техники. Для решения научных задач Академия при участии Российской академии наук объединяет усилия ведущих учёных различных госорганизаций, связанных с разработкой и созданием средств защиты информации, информационных ресурсов, телекоммуникаций и средств спецсвязи, а также современных защищённых информационных технологий. Научная работа в Академии ведётся силами временных проблемных комиссий. Каждая комиссия создаётся для решения конкретной целевой задачи и состоит из 20-25 человек. Ежегодно создаётся порядка 20 таких комиссий.

## Руководство
- президент: доктор физико-математических наук Шойтов Александр Михайлович (с 2017)[3];
- вице-президент: генерал-полковник Буравлёв Сергей Михайлович[3];
- член президиума: доктор физико-математических наук, профессор Медведев Юрий Иванович[4];
- главный научный секретарь: доктор физико-математических наук, профессор Сачков Владимир Николаевич (с 2018)[5].

## Состав Академии
- отделение математических проблем криптографии;
- физико-техническое отделение;
- отделение проблем специальной связи и защиты информационных ресурсов.

## Известные члены Академии
- первый президент Академии, доктор технических наук, профессор Андреев Н. Н.;
- академик АН СССР и РАН, доктор технических наук Котельников В. А.;
- академик АН СССР и РАН, доктор физико-математических наук, профессор Прохоров Ю. В.;
- генерал-майор, член-корреспондент АН СССР и РАН Козлов В. Я.;
- академик РАН, доктор технических наук, профессор Левин В. К.;
- член-корреспондент АН СССР и РАН, доктор физико-математических наук Севастьянов Б. А.;
- доктор физико-математических наук Зубков А. М.;
- генерал армии, доктор технических наук, профессор Старовойтов А. В.;
- член-корреспондент АН СССР и РАН, доктор физико-математических наук, профессор Яблонский С. В.

## Издательская деятельность
- Труды по дискретной математике
- Математические вопросы криптографии

## Олимпиады по математике и криптографии
Академия ФСБ России, Академия криптографии России, Учебно-методическое объединение высших учебных заведений России по образованию в области информационной безопасности (УМО ИБ) проводят олимпиады на базе образовательных организаций, входящих в УМО ИБ. Координацию организационного обеспечения проведения Олимпиады осуществляет Академия ФСБ России.